# Cinagara (Caringin)
Cinagara is een bestuurslaag in het regentschap Bogor van de provincie West-Java, Indonesië. Cinagara telt 10.130 inwoners (volkstelling 2010).